# Erpe-Mere
Erpe-Mere is een gemeente in de Belgische provincie Oost-Vlaanderen. De gemeente telt ruim 21.000 inwoners, die Erpe-Merenaars worden genoemd. Erpe-Mere heeft acht deelgemeenten, namelijk Aaigem, Bambrugge, Burst, Erondegem, Erpe, Mere, Ottergem en Vlekkem. In Bambrugge bevindt er zich ook nog een gehucht: Egem, een ander gehucht Edixvelde bevindt zich op de grens van Erpe, Mere en de Aalsterse deelgemeente Nieuwerkerken.

## Geschiedenis
De gemeente Erpe-Mere ontstond bij de fusie van Belgische gemeenten in 1977. Bij het kiezen van de naam voor de fusiegemeente raakten Erpe en Mere het niet eens. Erpe wou dat de gemeente Erpe zou heten omdat ze het grootst in oppervlakte was. Mere daarentegen lag centraal en had meer inwoners. Als compromis werd de naam Erpe-Mere gekozen.

## Geografie

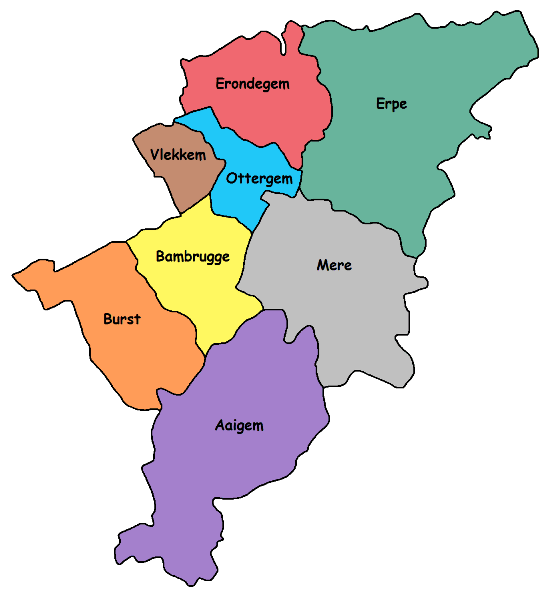
Ligging van de deelgemeenten in Erpe-Mere

Erpe-Mere grenst in het noorden aan Lede, in het oosten aan Aalst en Haaltert, in het zuiden aan Herzele en in het westen aan Sint-Lievens-Houtem.
Erpe-Mere ligt op uitlopers van de heuvelzone van de Vlaamse Ardennen en in de Denderstreek. Het gebied ten noorden van de weg Aalst-Gent (N9) ligt op 10 tot 30 meter hoogte, het gebied tussen de N9 en de E40 Brussel-Gent ligt op een hoogte tussen 25 en 50 meter en het gebied ten zuiden daarvan heeft heuveltoppen van rond de 80 meter. De meest bekende heuvel in Erpe-Mere is de Gotegemberg in Mere. Niet zijn hoogte (68 meter), maar wel de steilheid (18%) van de berg maakt hem voor wielerliefhebbers knap lastig. Boven op de Gotegemberg zijn er vergezichten.
Het grondgebied van Erpe-Mere wordt doorkruist door twee beken, die beiden dezelfde naam dragen: de Molenbeek. Deze lopen van zuidwest naar noordoost. De Molenbeek die door Burst, Bambrugge, Ottergem, Vlekkem en Erondegem loopt, mondt uit in de Schelde. De Molenbeek-Ter Erpenbeek in de Dender.
De Romeinen wisten al vroeg dat er witte natuursteen (Vlaamse arduin of Lediaanse steen) zat in Steenberg te Bambrugge. Deze witte natuursteen was geschikt als fundering en opgaand metselwerk voor hun villa's, voor het uitwerken van waterputten en als bouwmateriaal voor de zuilen en kapitelen van hun tempels. Ruim voor de 11de - 12de eeuw werd er in Bambrugge (Steenberg) al witte zandsteen ontgonnen. De meest gebruikte witte natuursteen in Brabant in de 16de - 17de was de Balegem- of Ledesteen die in o.a. Steenberg werd ontgonnen. Er werd tot na de 2de wereldoorlog Lediaanse zandsteen in Steenberg gewonnen. Vandaag is het administratief centrum van Erpe-Mere daar gelegen.
In Aaigem en Heldergem (gemeente Haaltert) bevindt zich het natuurgebied Den Dotter.

### Kernen
De gemeente bestaat uit de deelgemeenten Aaigem, Bambrugge, Burst, Erondegem, Erpe, Mere, Ottergem en Vlekkem. Mere ligt centraal. In het noorden en zuiden liggen twee andere grote deelgemeenten, namelijk Erpe in het noorden en Aaigem in het zuiden. De vijf andere, kleinere deelgemeenten liggen in het westen.

### Deelgemeenten
|   | Naam      | Opp. (km²) | Inwoners (2020) | Inwoners per km² | NIS-code |
| - | --------- | ---------- | --------------- | ---------------- | -------- |
| 1 | Mere      | 5,80       | 5.428           | 936              | 41082A   |
| 2 | Erpe      | 8,36       | 5.124           | 613              | 41082B   |
| 3 | Aaigem    | 7,47       | 2.101           | 281              | 41082C   |
| 4 | Burst     | 3,83       | 3.103           | 809              | 41082D   |
| 5 | Bambrugge | 2,91       | 1.829           | 629              | 41082E   |
| 6 | Ottergem  | 1,59       | 511             | 321              | 41082F   |
| 7 | Vlekkem   | 1,19       | 275             | 232              | 41082G   |
| 8 | Erondegem | 3,25       | 1.764           | 543              | 41082H   |

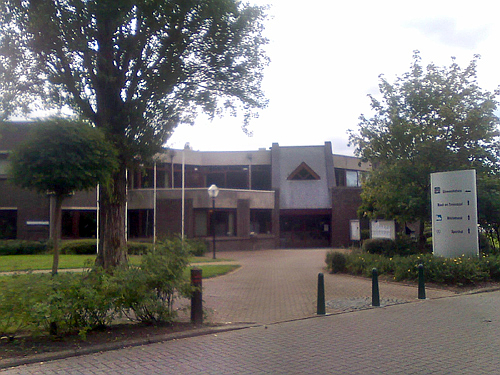
Gemeentehuis van Erpe-Mere, op Steenberg te Bambrugge
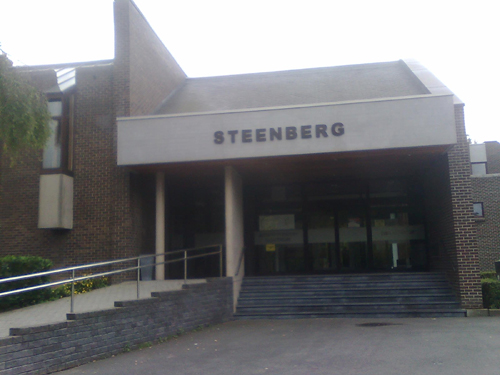
Bibliotheek van Erpe-Mere, op Steenberg te Bambrugge
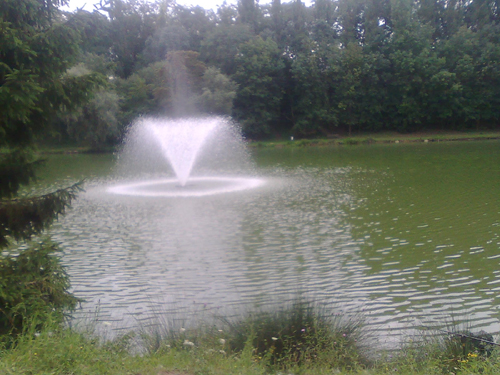
Vijver van Steenberg te Bambrugge

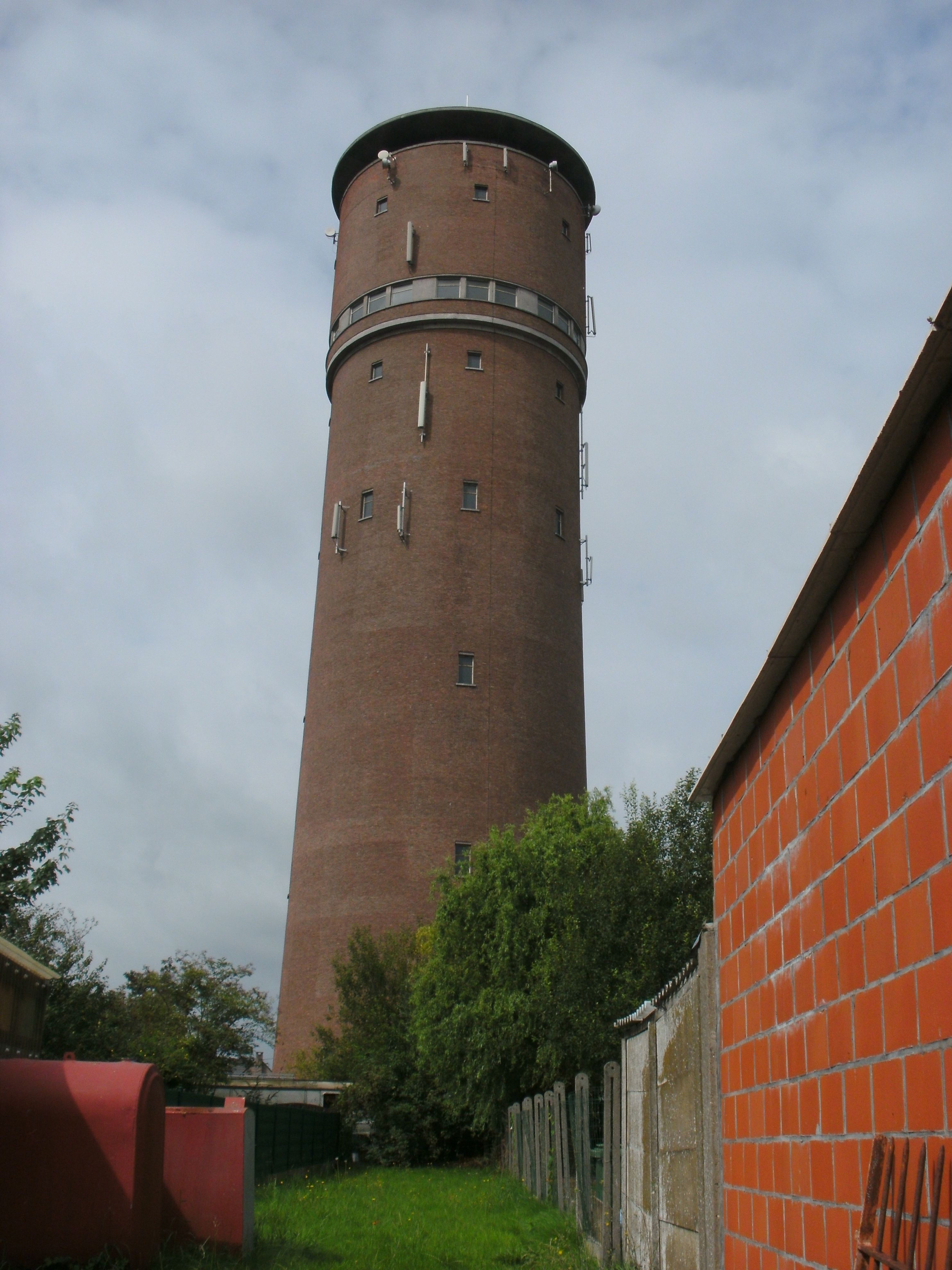
Watertoren te Erpe

## Demografische ontwikkeling
Alle historische gegevens hebben betrekking op de huidige gemeente, inclusief deelgemeenten, zoals ontstaan na de fusie van 1 januari 1977.
- Bronnen:NIS, Opm:1831 tot en met 1981=volkstellingen; 1990 en later= inwonertal op 1 januari

| Inwoners van jaar tot jaar op 1 januari 1992 tot heden | Inwoners van jaar tot jaar op 1 januari 1992 tot heden | Inwoners van jaar tot jaar op 1 januari 1992 tot heden |
| jaar                                                   | Aantal                                                 | Evolutie: 1992=index 100                               |
| ------------------------------------------------------ | ------------------------------------------------------ | ------------------------------------------------------ |
| 1992                                                   | 18.807                                                 | 100,0                                                  |
| 1993                                                   | 18.890                                                 | 100,4                                                  |
| 1994                                                   | 18.966                                                 | 100,8                                                  |
| 1995                                                   | 19.049                                                 | 101,3                                                  |
| 1996                                                   | 19.106                                                 | 101,6                                                  |
| 1997                                                   | 19.200                                                 | 102,1                                                  |
| 1998                                                   | 19.132                                                 | 101,7                                                  |
| 1999                                                   | 19.196                                                 | 102,1                                                  |
| 2000                                                   | 19.249                                                 | 102,4                                                  |
| 2001                                                   | 19.101                                                 | 101,6                                                  |
| 2002                                                   | 19.043                                                 | 101,3                                                  |
| 2003                                                   | 19.023                                                 | 101,3                                                  |
| 2004                                                   | 18.938                                                 | 100,7                                                  |
| 2005                                                   | 19.009                                                 | 101,1                                                  |
| 2006                                                   | 18.978                                                 | 100,9                                                  |
| 2007                                                   | 19.056                                                 | 101,3                                                  |
| 2008                                                   | 19.204                                                 | 102,1                                                  |
| 2009                                                   | 19.170                                                 | 101,9                                                  |
| 2010                                                   | 19.280                                                 | 102,5                                                  |
| 2011                                                   | 19.412                                                 | 103,2                                                  |
| 2012                                                   | 19.475                                                 | 103,6                                                  |
| 2013                                                   | 19.472                                                 | 103,5                                                  |
| 2014                                                   | 19.563                                                 | 104,0                                                  |
| 2015                                                   | 19.768                                                 | 105,1                                                  |
| 2016                                                   | 19.720                                                 | 104,9                                                  |
| 2017                                                   | 19.730                                                 | 104,9                                                  |
| 2018                                                   | 19.857                                                 | 105,6                                                  |
| 2019                                                   | 19.811                                                 | 105,3                                                  |
| 2020                                                   | 20.146                                                 | 107,1                                                  |
| 2021                                                   | 20.286                                                 | 107,9                                                  |
| 2022                                                   | 20.606                                                 | 109,6                                                  |
| 2023                                                   | 20.843                                                 | 110,8                                                  |
| 2024                                                   | 21.013                                                 | 111,7                                                  |
| 2025                                                   | 21.117                                                 | 112,3                                                  |

## Bezienswaardigheden
- De watertoren van de Tussengemeentelijke Maatschappij der Vlaanderen voor Watervoorziening.

### Molens
- Mede vanwege het reliëf bevinden zich in de gemeente elf watermolens. De gemeente telt zo de meeste watermolens van heel België. Zeven van deze watermolens zijn wettelijk beschermd. Eén molen is echter grotendeels afgebroken, er zijn wel nog overblijfselen van en ook het molenhuis is nog intact, en een andere molen is omgebouwd tot een woonhuis.
- Op een van de hoogste heuvels van Erpe-Mere (Koudenberg) bevindt zich ook een windmolen, de Kruiskoutermolen. Deze molen is ook wettelijk beschermd. Hij werd in 2004 gerestaureerd in een atelier in Roeselare en in 2006 terug op zijn oorspronkelijke sokkel geplaatst. De molen is nog in werking en kan bezocht worden na afspraak op de toeristische dienst.

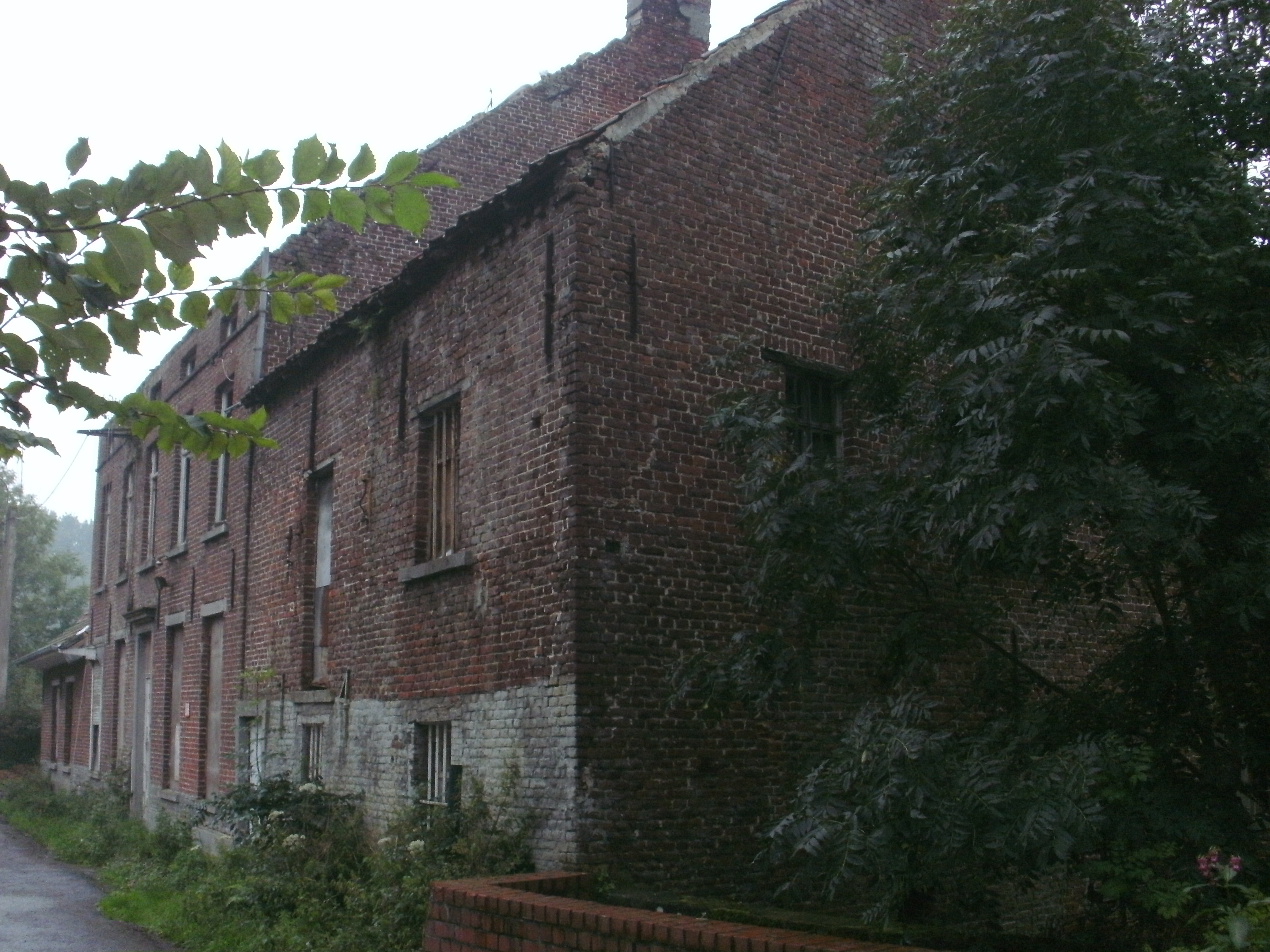
Engelsmolen, Aaigem
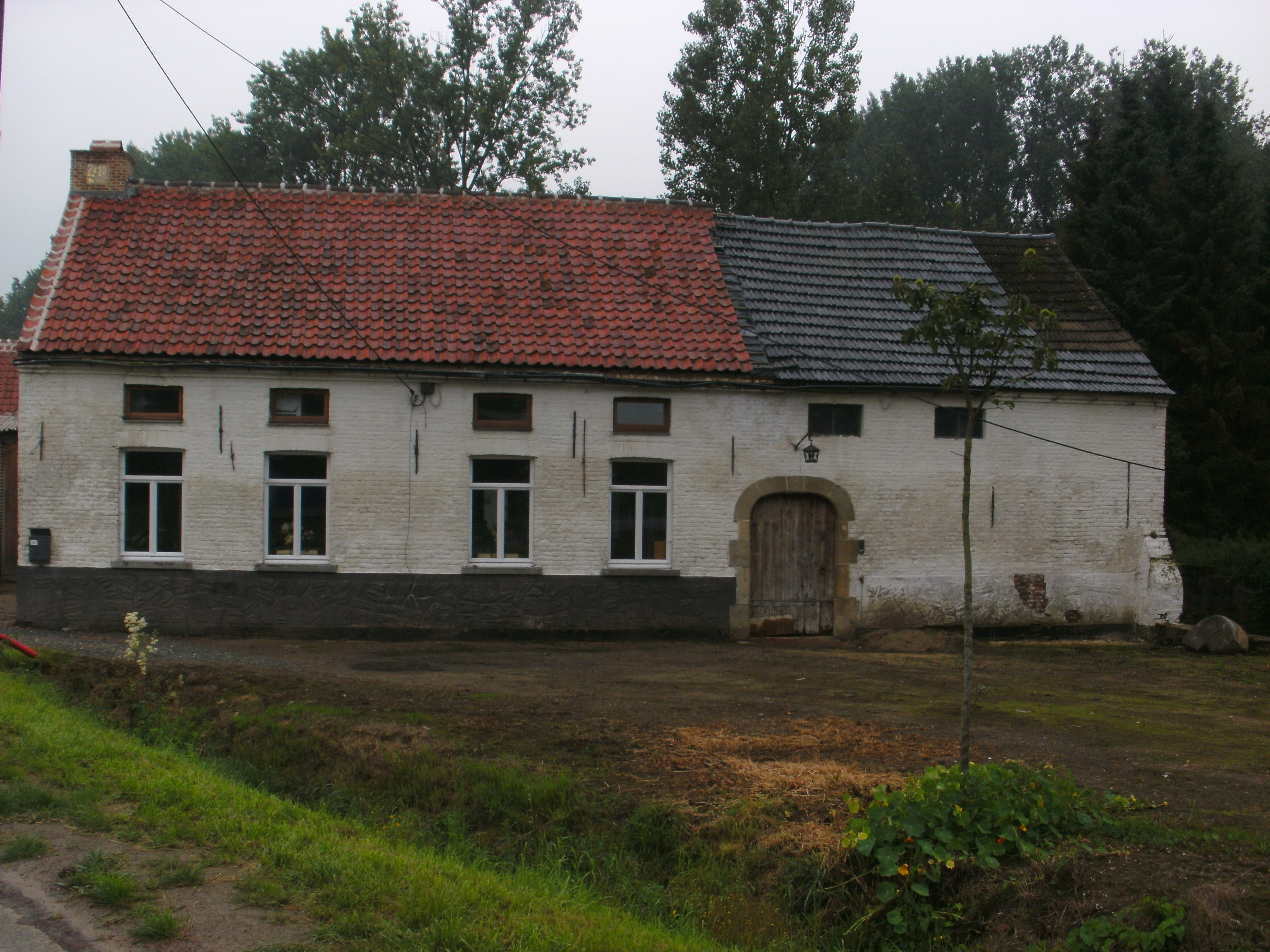
Ratmolen, Aaigem
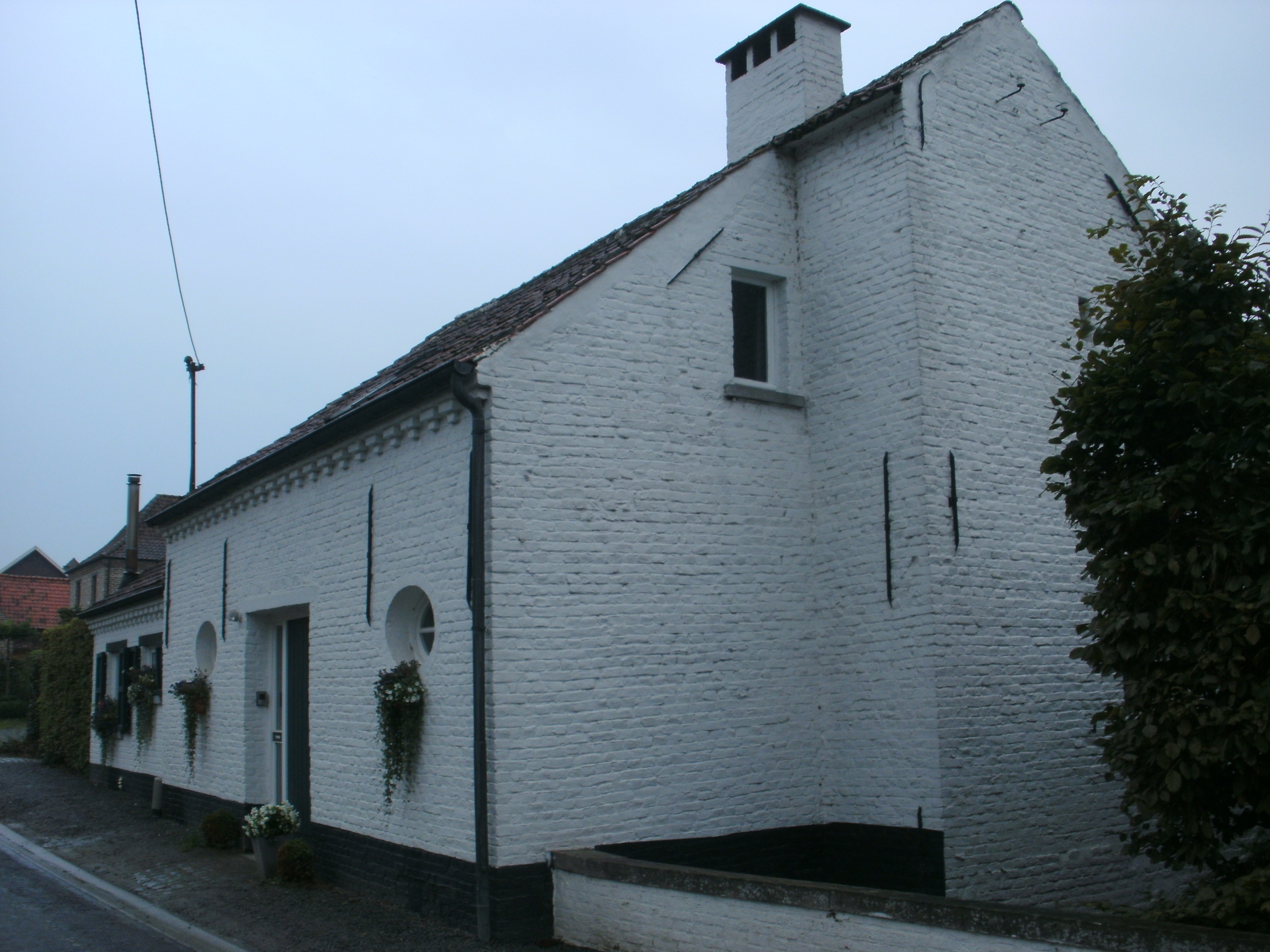
Zwingelmolen, Aaigem
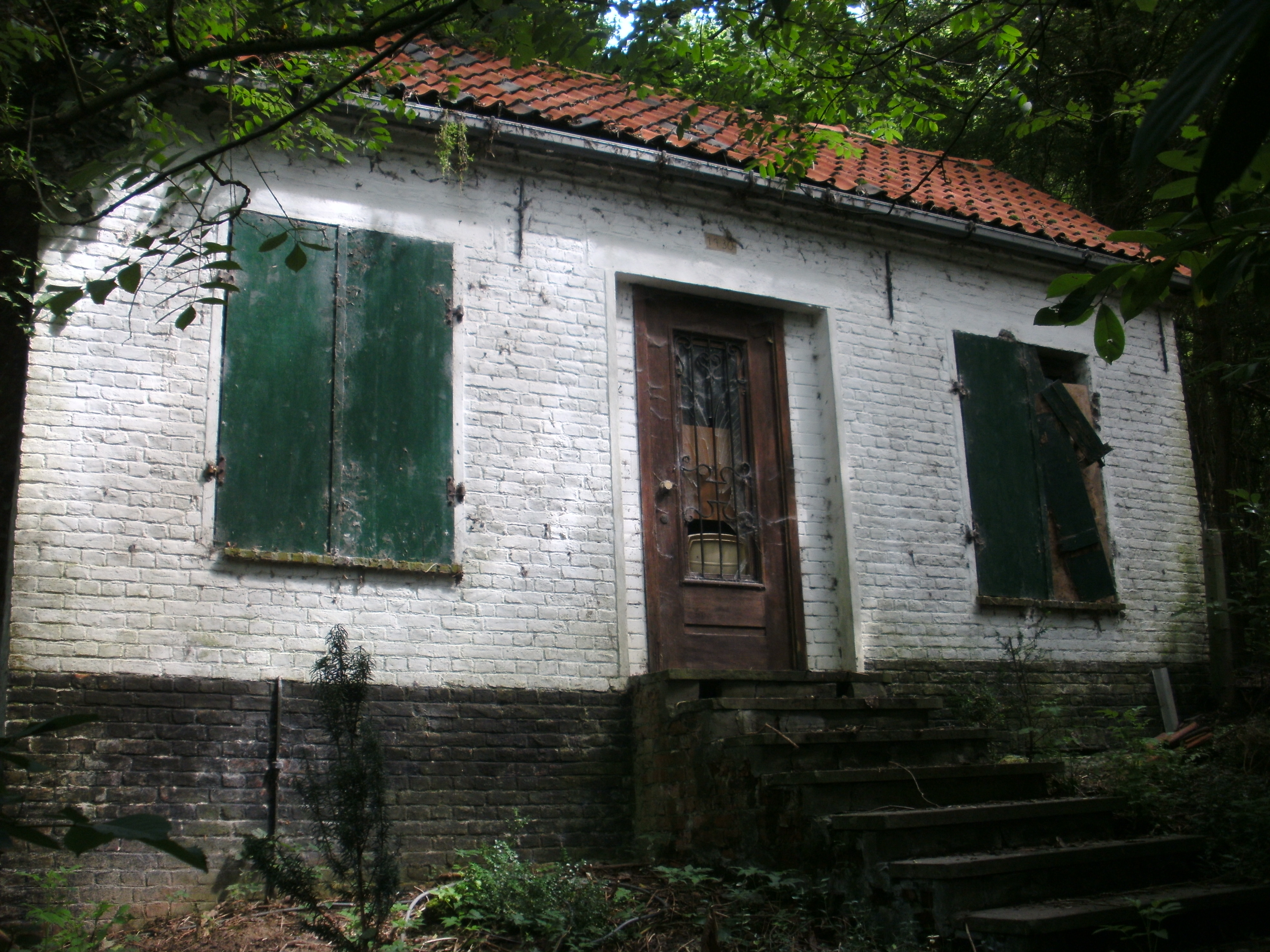
Egemmolen, Bambrugge
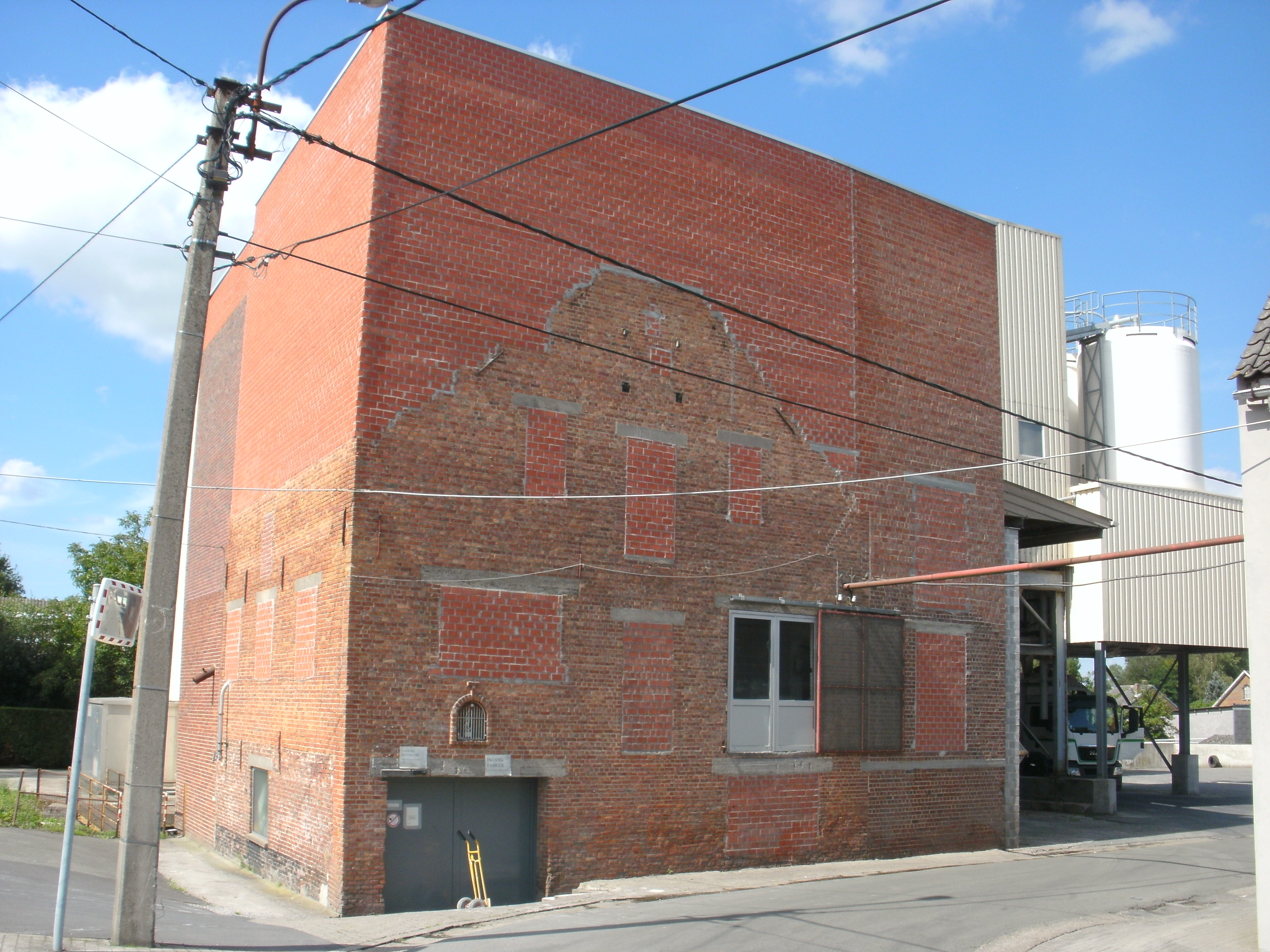
Molens Van Sande, Bambrugge
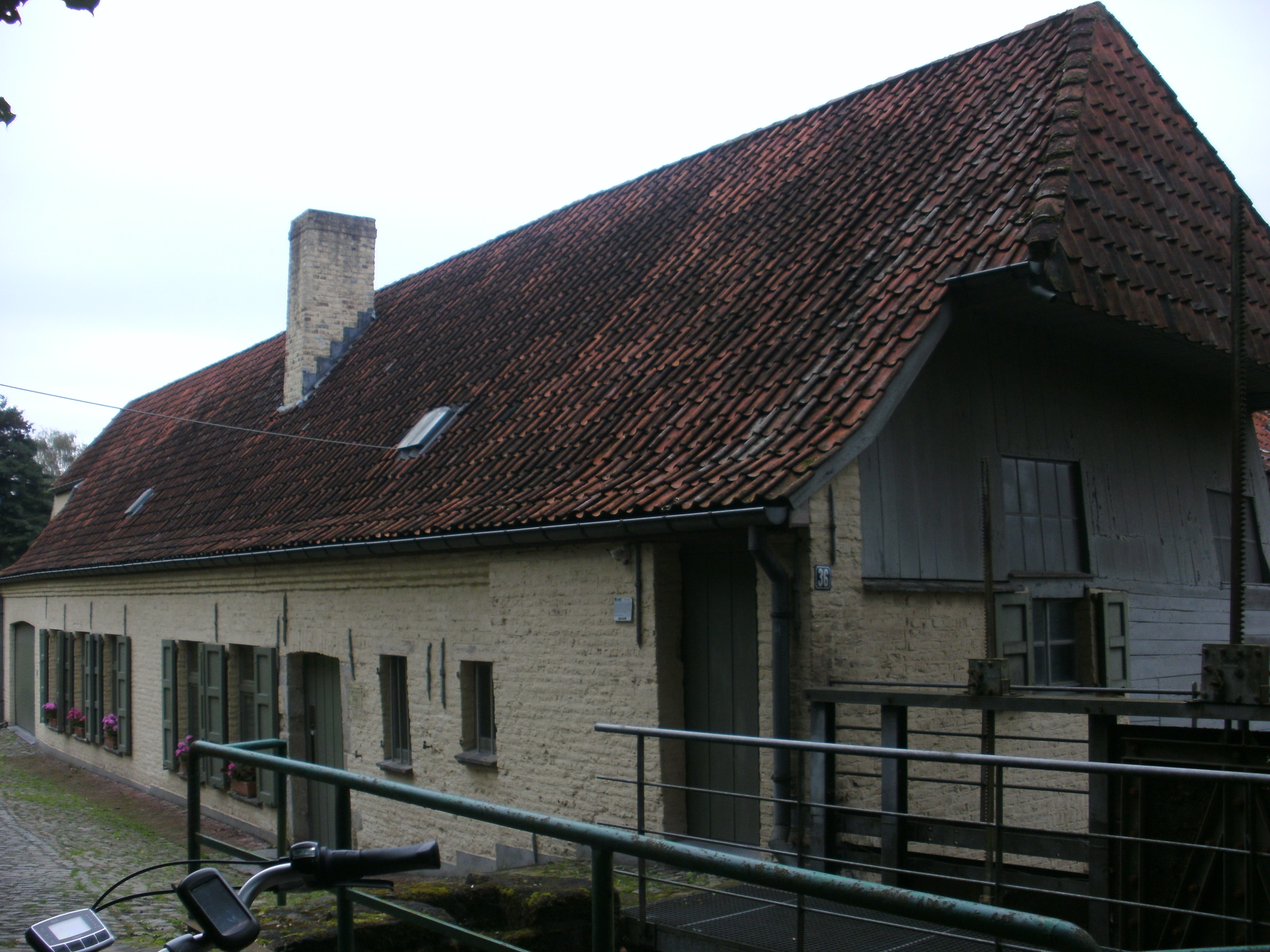
Cottemmolen, Erpe
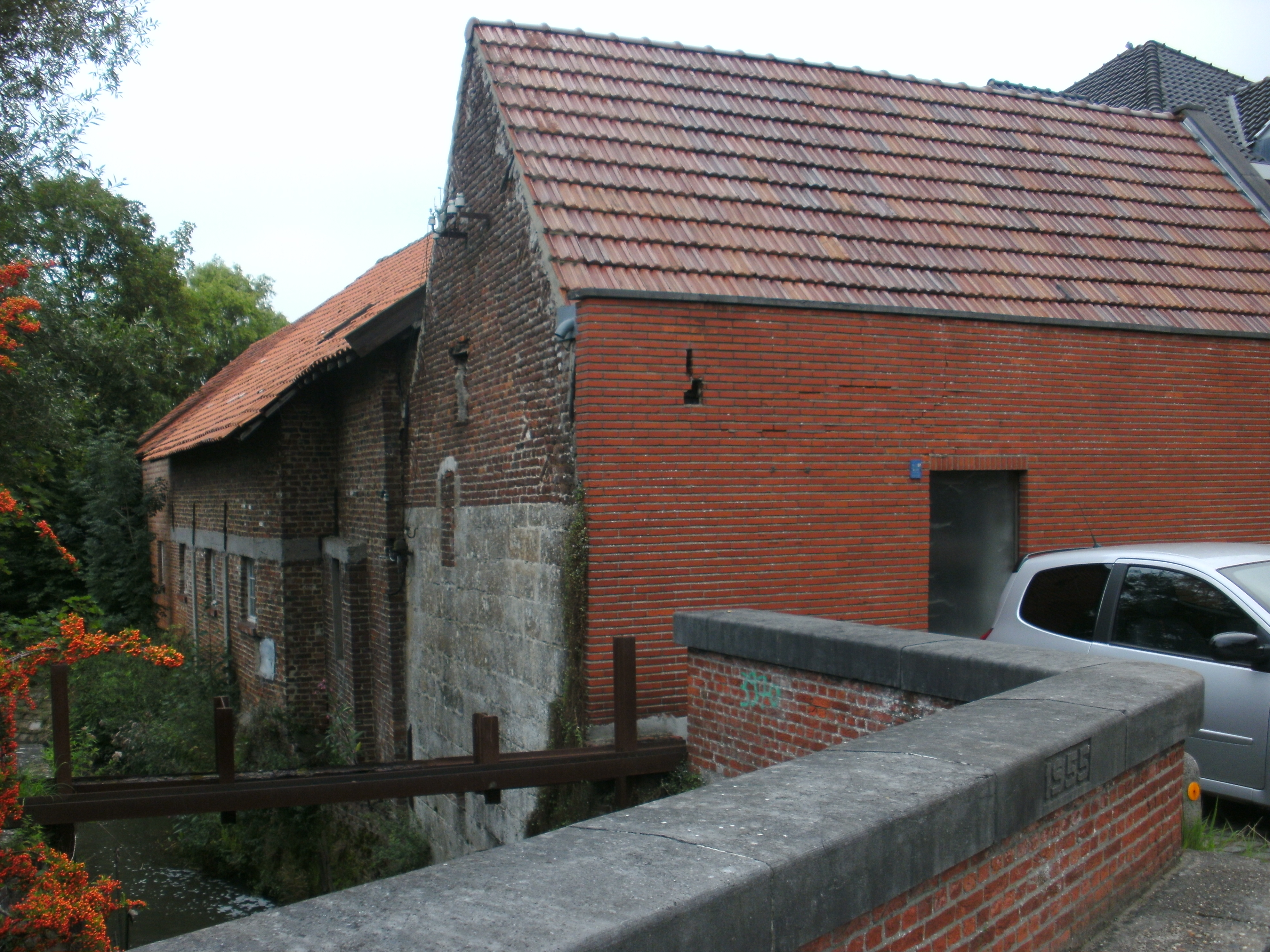
Van Der Biestmolen, Erpe
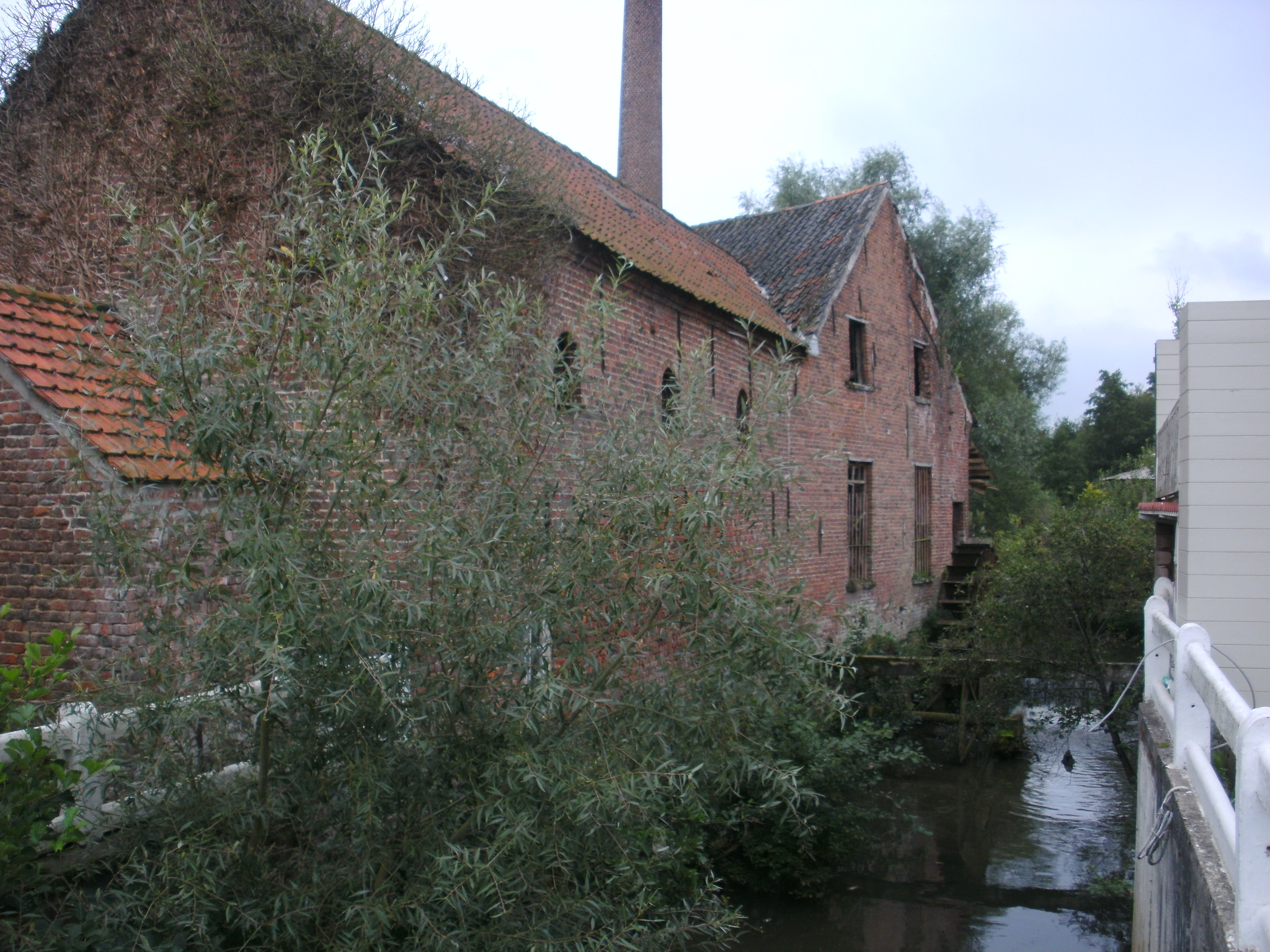
De Graevesmolen, Mere
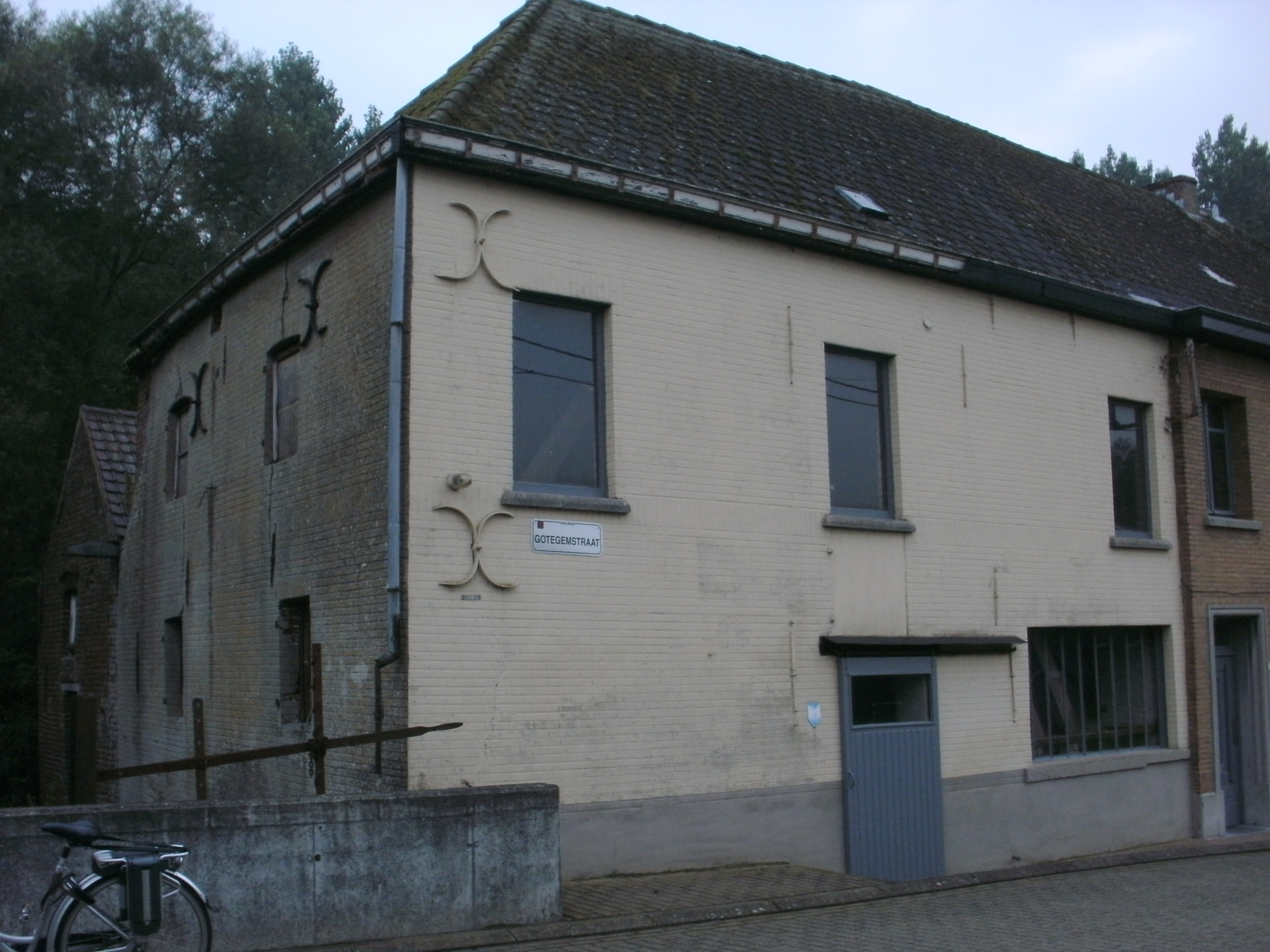
Gotegemmolen, Mere
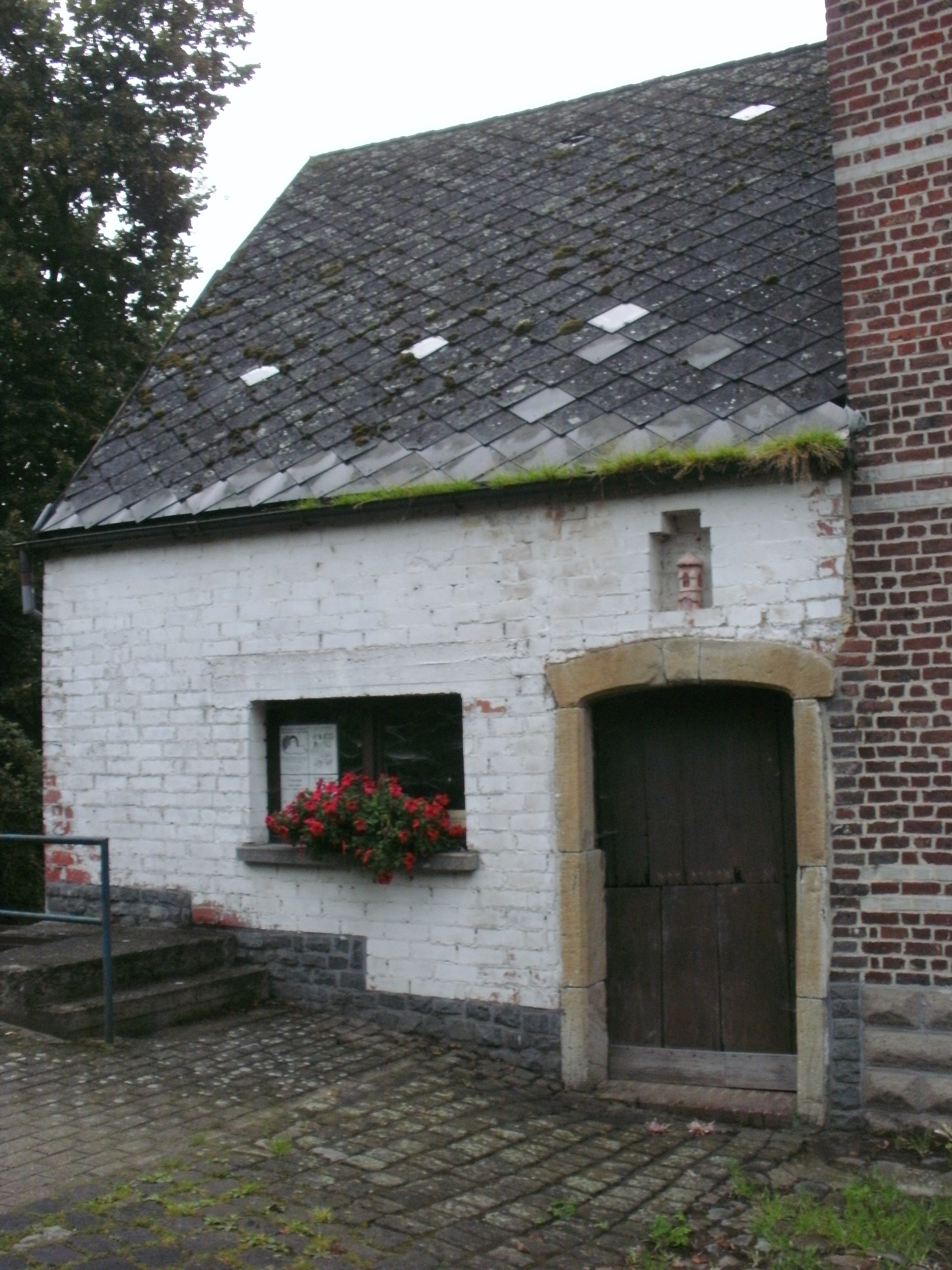
Molen te Broeck, Mere
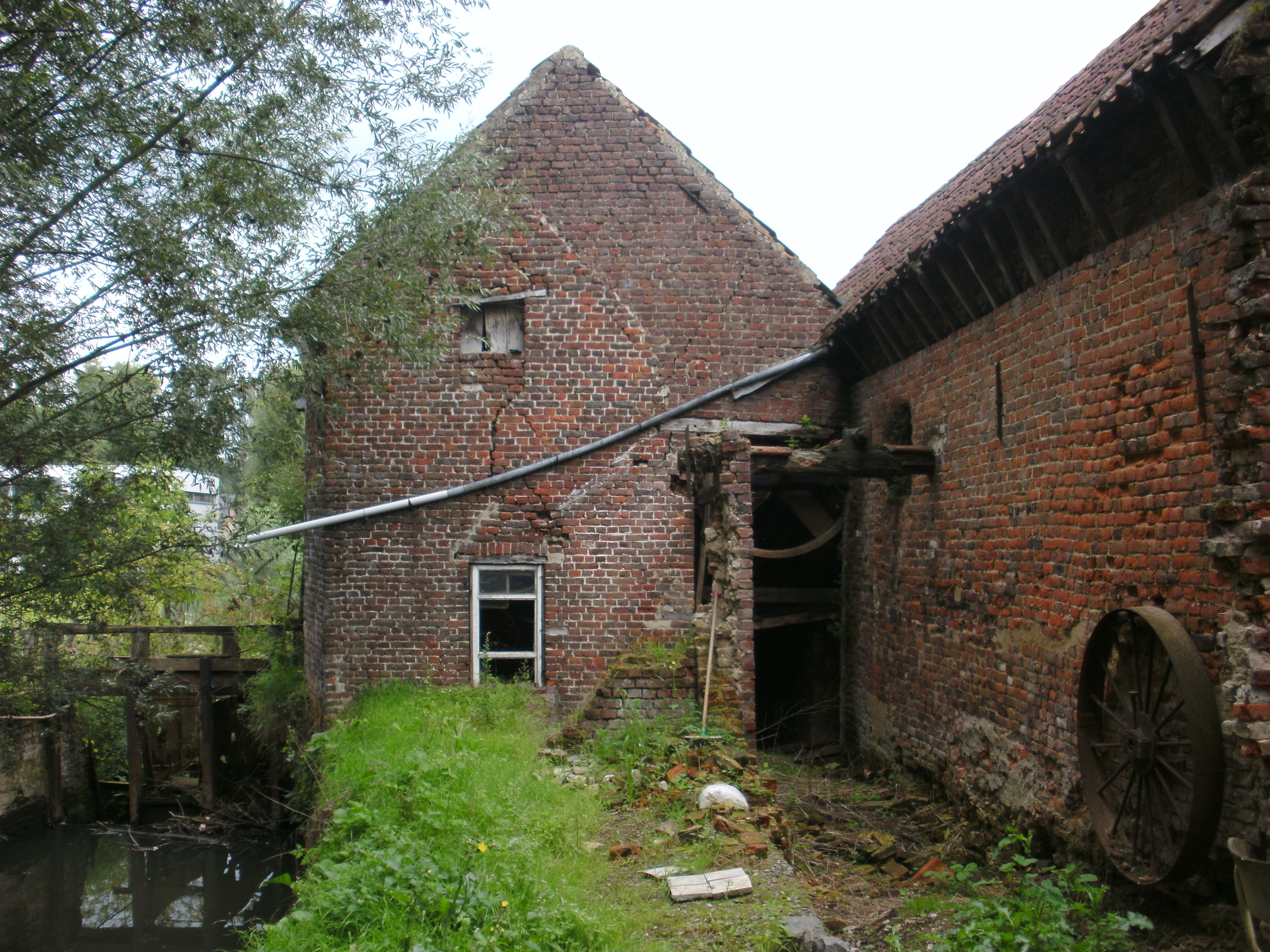
De Watermeulen, Ottergem
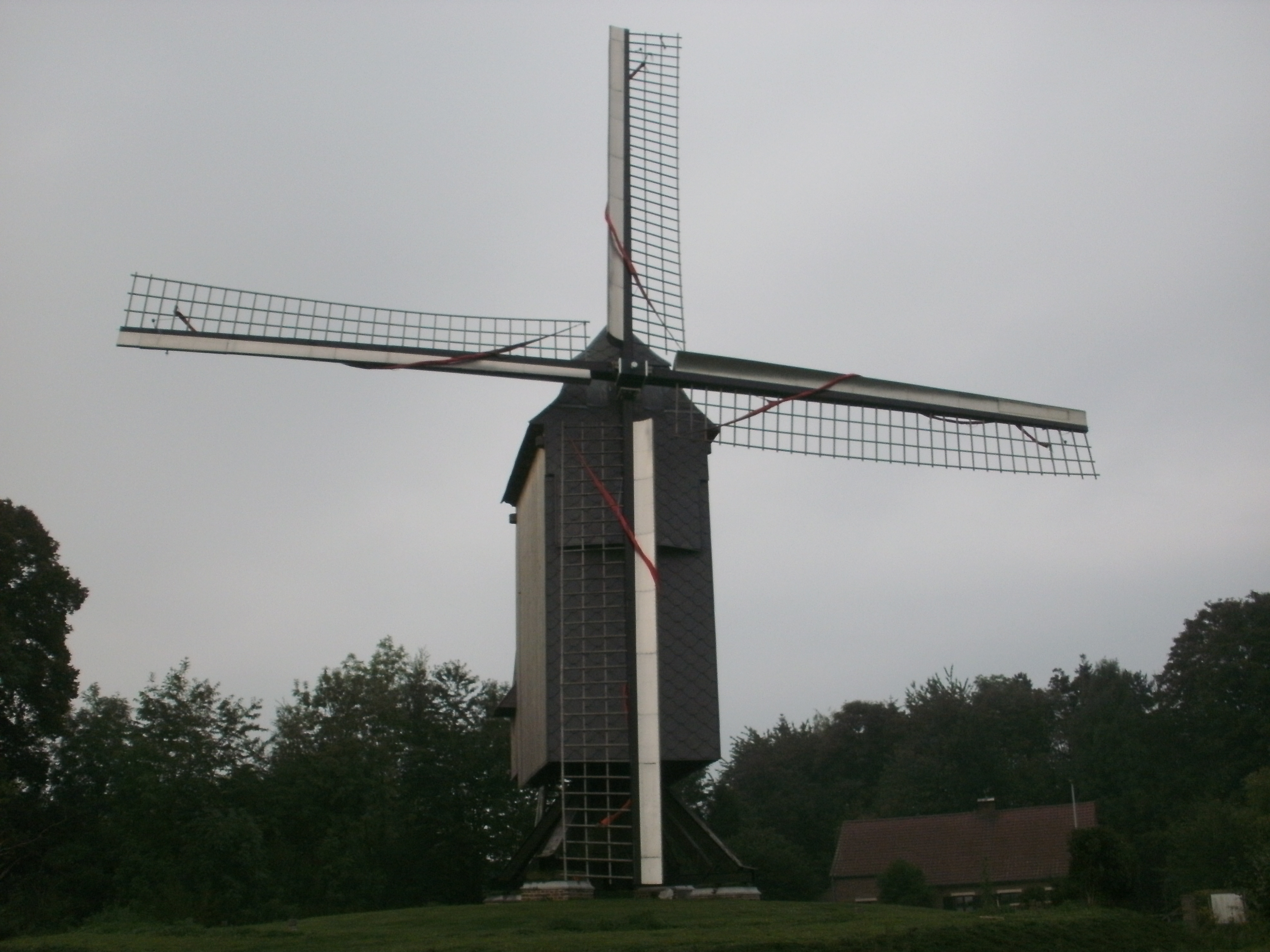
Kruiskoutermolen, Mere

### Kerken

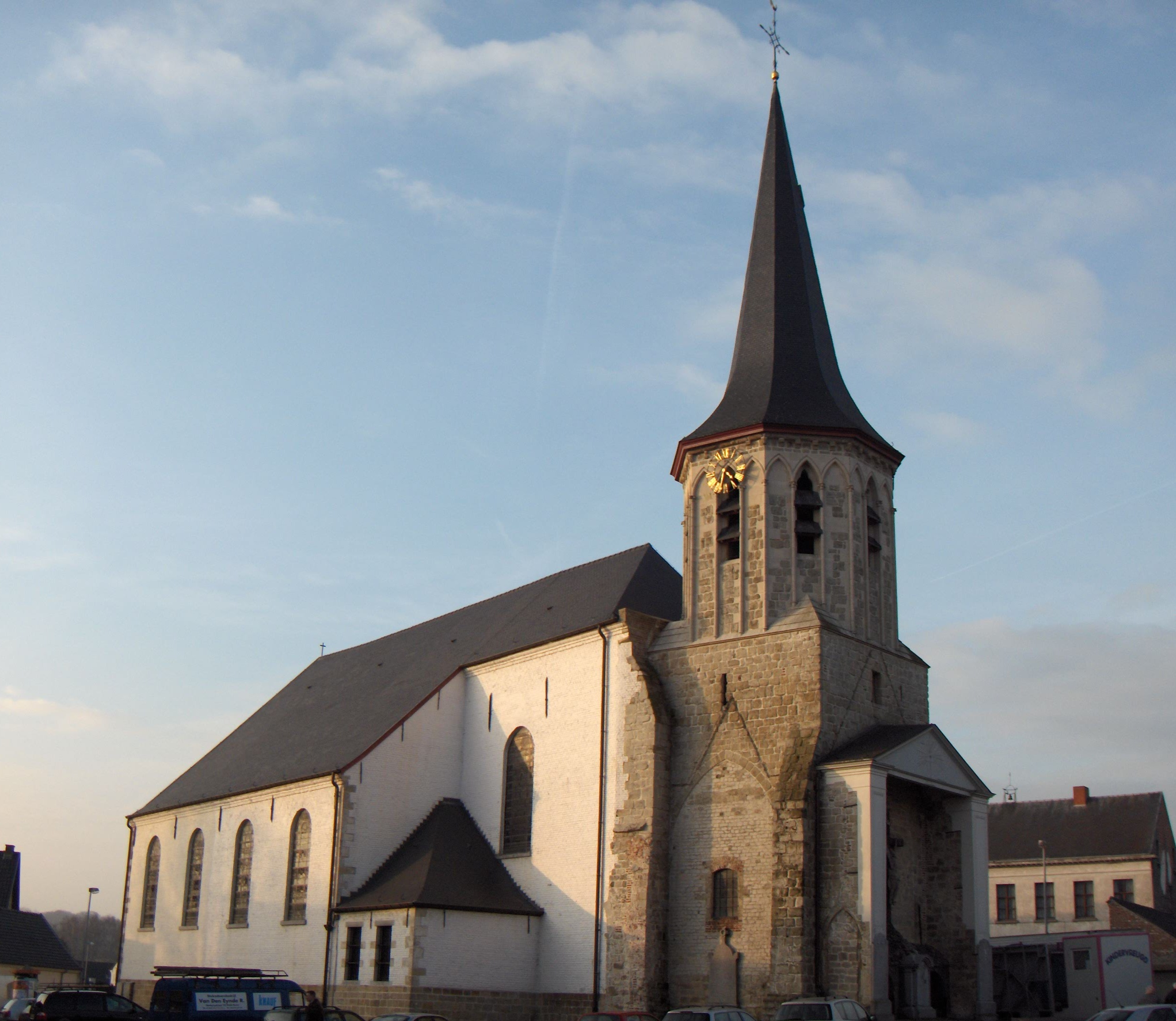
Kerk van Aaigem
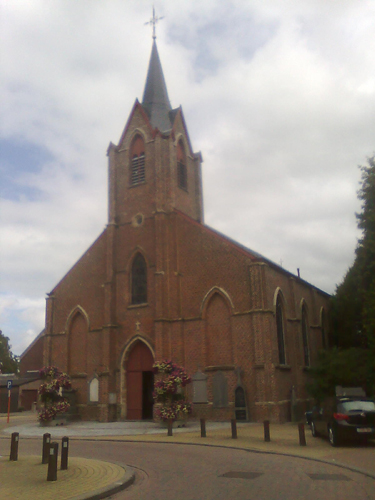
Kerk van Bambrugge
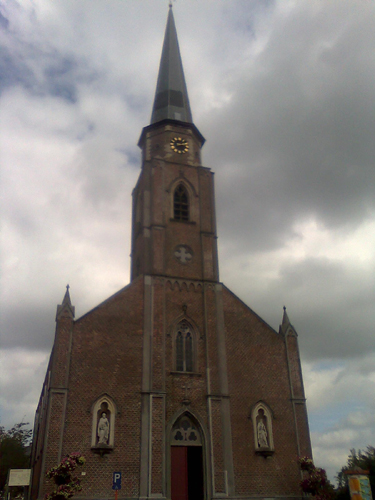
Kerk van Burst
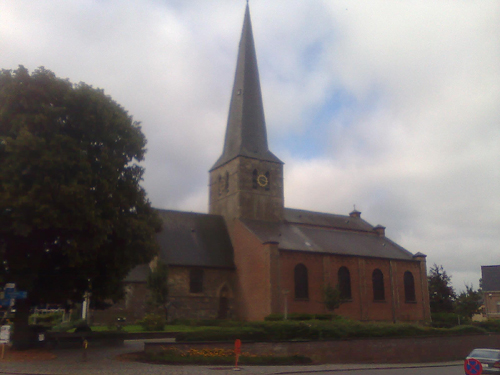
Kerk van Erondegem
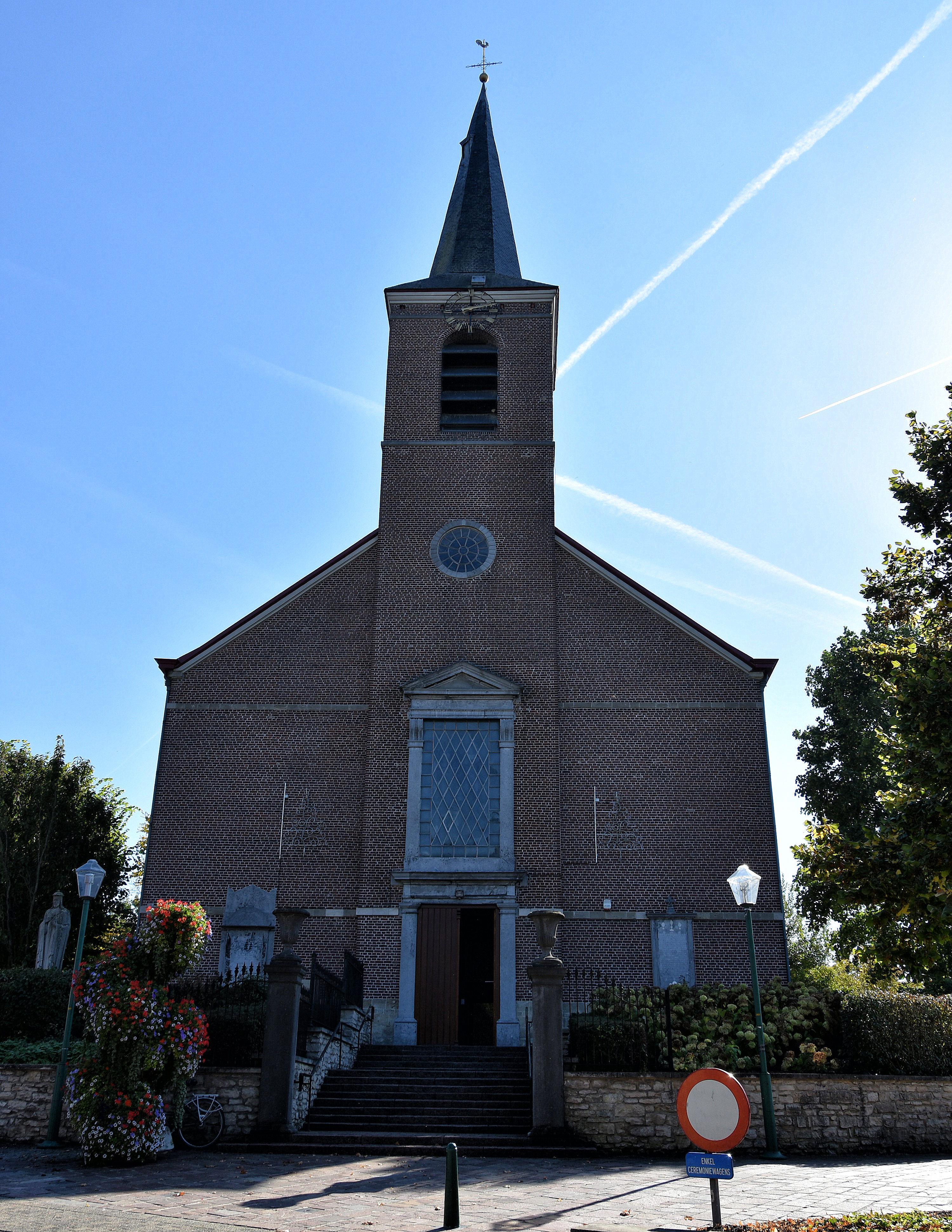
Kerk van Erpe
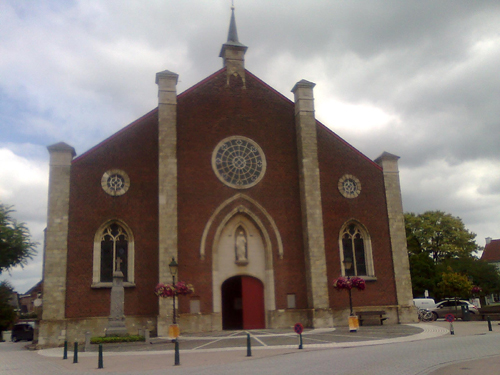
Kerk van Mere
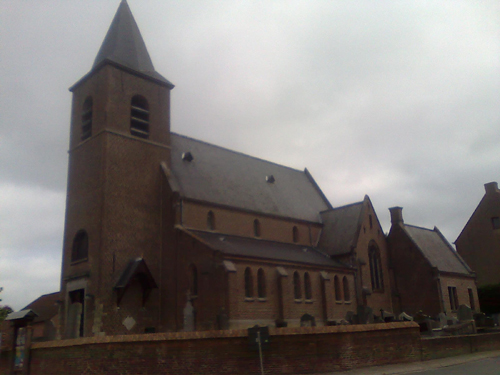
Kerk van Ottergem
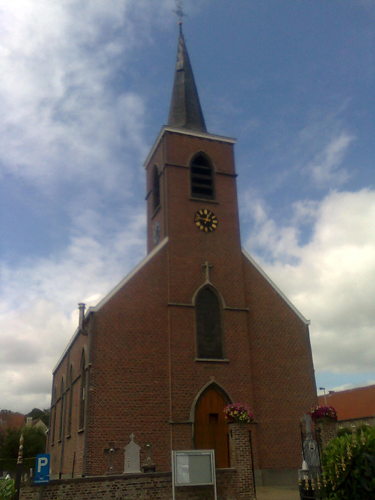
Kerk van Vlekkem

## Toerisme
- Door deze gemeente loopt onder meer de Molenbeekroute en de Denderroute zuid.
- Natuurgebied Den Dotter ligt deels in Erpe-Mere.
- Brouwerij Danny is gevestigd in deelgemeente Mere en de donkere en blonde Kwibus wordt er gebrouwen.
- Brouwerij De Glazen Toren is gevestigd in deelgemeente Mere, Saison d'Erpe-Mere, Ondineke, Jan De Lichte, Canaster, Cuvée Angélique en Gilladeken worden er gebrouwen.

## Politiek

### Structuur
De gemeente Erpe-Mere ligt in het kieskanton Aalst (dewelke identiek is aan het provinciedistrict Aalst) en ligt in het kiesarrondissement Aalst-Oudenaarde en de kieskring Oost-Vlaanderen.
| Erpe-Mere        | Erpe-Mere        | Supranationaal         | Nationaal                         | Nationaal                 | Gemeenschap               | Gewest                    | Provincie                 | Arrondissement   | Provinciedistrict | Kanton          | Gemeente        |
| ---------------- | ---------------- | ---------------------- | --------------------------------- | ------------------------- | ------------------------- | ------------------------- | ------------------------- | ---------------- | ----------------- | --------------- | --------------- |
| Administratief   | Niveau           | Europese Unie          | België                            | België                    | Vlaanderen                | Vlaanderen                | Oost-Vlaanderen           | Aalst            | Aalst             | Aalst           | Erpe-Mere       |
| Administratief   | Bestuur          | Europese Commissie     | Belgische regering                | Belgische regering        | Vlaamse regering          | Vlaamse regering          | Deputatie                 | Deputatie        | Deputatie         | Deputatie       | Gemeentebestuur |
| Administratief   | Raad             | Europees Parlement     | Kamer van Volksvertegenwoordigers | Vlaams Parlement          | Vlaams Parlement          | Vlaams Parlement          | Provincieraad             | Provincieraad    | Provincieraad     | Provincieraad   | Gemeenteraad    |
| Kiesomschrijving | Kiesomschrijving | Nederlands Kiescollege | Kieskring Oost-Vlaanderen         | Kieskring Oost-Vlaanderen | Kieskring Oost-Vlaanderen | Kieskring Oost-Vlaanderen | Kieskring Oost-Vlaanderen | Aalst-Oudenaarde | Aalst             | Aalst           | Erpe-Mere       |
| Verkiezing       | Verkiezing       | Europese               | Federale                          | Federale                  | Vlaamse                   | Vlaamse                   | Provincieraads-           | Provincieraads-  | Provincieraads-   | Provincieraads- | Gemeenteraads-  |

### Burgemeesters
- 1977 - ...: Prosper De Lat
- ... - 2000: Georges De Langhe
- 2001 - 2010: Etienne Lepage
- 2010 - 2022: Hugo De Waele
- 2023 - heden: Tom Van Keymolen

In Erpe-Mere kwamen er met de gemeenteraadsverkiezingen van 2012 zes partijen op. De CD&V bleef de grootste partij en haalde 12 van de 25 zetels, evenveel als toen ze in 2006 met het kartel CD&V/N-VA haalden. Hugo De Waele (CD&V) haalde de meeste voorkeurstemmen en bleef burgemeester. De CD&V vormde met de N-VA dat nu apart op kwam en 7 zetels haalde de coalitie. De Open VLD haalde 5 zetels (een verlies van 2 zetels t.o.v. 2006) en komt na 36 jaar deel uit te maken van de coalitie in de oppositie terecht. Het kartel sp.a-Groen haalde 1 zetel (een verlies van 1 zetel t.o.v. 2006). Het Vlaams Belang verloor al zijn 4 zetels die het in 2006 had. Sterkhouder Gerda Van Steenberge die Vlaams parlementslid is en de VB-lijst trok in 2006 kondigde op 11 juli 2012 aan dat ze uit het Vlaams Belang stapte en als onafhankelijke zou verder zetelen in het Vlaams parlement. Hierdoor kwam ze ook niet meer op op lokaal vlak voor de gemeenteraadsverkiezingen van 2012. Er kwam ook een nieuwe partij DENDEREND & VRIJ op die echter geen zetels haalde. DENDEREND & VRIJ werd op 5 september 2012, amper 40 dagen voor de gemeenteraadsverkiezingen opgericht en ontstond uit de plaatselijke LDD-afdeling van Erpe-Mere. Er was heel wat ophef ontstaan rond Kris De Saedeleer die voorzitter is van motorclub de Blue Angels in Erpe-Mere, en dit haalde zelfs de nieuwsuitzendingen van de regionale televisiezender TV Oost. Omdat De Saedeleer niet op een LDD-lijst mocht staan werd er een naamswijziging van Libertaire Democraten Denderstreek doorgevoerd in DENDEREND & VRIJ. Hierop werd de LDD-afdeling in Erpe-Mere echter onmiddellijk geschrapt door het provinciale bestuur en moesten ze als onafhankelijke partij verdergaan.

#### 2013-2018
Burgemeester is Hugo De Waele (CD&V). Hij leidt een coalitie bestaande uit CD&V en N-VA. Samen vormen ze de meerderheid met 19 op 25 zetels.

#### 2019-2024
De coalitie tussen CD&V en N-VA blijft overeind maar verliest 2 zetels en komt dus uit bij 17 op 25 zetels. Het zijn de twee nieuwe partijen STERK! en LEF die elk met 1 zetel gaan lopen. Ook het Vlaams Belang is terug van weggeweest en haalt terug 3 zetels. Dit ten koste van Open VLD (-4 zetels) en N-VA (-2 zetels). Hugo De Waele blijft burgemeester tot december 2022. Op 1 januari 2023 nam Tom Van Keymolen (CD&V) de fakkel over.

#### 2024-2030
Op 13 oktober behaalt CD&V met LEF 14 op 27 zetels. Hiermee behalen ze de absolute meerderheid. Stemmenkanon Tom Van Keymolen krijgt het initiatiefrecht voor het bouwen van een coalitie. Op 27 oktober maakt hij bekend dat het bestuur de komende legislatuur zal bestaan uit CD&V met LEF en Vooruit-Groen. Volgens de nieuwe regels wordt Tom Van Keymolen als stemmenkanon ook meteen de burgemeester. Met 16 op 27 zetels hebben ze een comfortabele meerderheid. In de oppositie zullen N-VA (5 zetels), Vlaams Belang (5 zetels) en STERK! (1 zetel) zitten.

### Resultaten gemeenteraadsverkiezingen sinds 1976
| Partij of kartel     | Partij of kartel                       | 10-10-1976 | 10-10-1976 | 10-10-1982 | 10-10-1982 | 9-10-1988 | 9-10-1988 | 9-10-1994 | 9-10-1994 | 8-10-2000 | 8-10-2000 | 8-10-2006 | 8-10-2006 | 14-10-2012 | 14-10-2012 | 14-10-2018 | 14-10-2018 | 13-10-2024 | 13-10-2024 |
| Stemmen / Zetels     | Stemmen / Zetels                       | %          | 25         | %          | 25         | %         | 25        | %         | 25        | %         | 25        | %         | 25        | %          | 25         | %          | 25         | %          | 27         |
| -------------------- | -------------------------------------- | ---------- | ---------- | ---------- | ---------- | --------- | --------- | --------- | --------- | --------- | --------- | --------- | --------- | ---------- | ---------- | ---------- | ---------- | ---------- | ---------- |
|                      | LEF1/ CD&V met LEFB                    | -          |            | -          |            | -         |           | -         |           | -         |           | -         |           | -          |            | 7,61       | 1          | 44,5B      | 14         |
|                      | CVP1/ CD&V+N-VAA/ CD&V2/ CD&V met LEFB | 43,581     | 12         | 35,761     | 10         | 38,241    | 11        | 36,991    | 11        | 36,821    | 11        | 43,54A    | 12        | 39,62      | 12         | 39,42      | 12         | 44,5B      | 14         |
|                      | VU1/ VU&ID2/ CD&V+N-VAA/ N-VA3         | 15,971     | 4          | 19,231     | 4          | 14,811    | 3         | 15,321    | 4         | 10,72     | 2         | 43,54A    | 12        | 25,143     | 7          | 19,73      | 5          | 18,73      | 5          |
|                      | PVV1/ VLD2/ Open Vld3                  | 24,811     | 6          | 26,471     | 7          | 11,71     | 2         | 24,432    | 6         | 27,082    | 8         | 27,252    | 7         | 19,033     | 5          | 5,93       | 1          | -          |            |
|                      | SP1/ sp.a-GroenC/ Vooruit-GroenD       | 15,641     | 3          | 18,531     | 4          | 19,281    | 5         | 17,911    | 4         | 11,861    | 2         | 12,27C    | 2         | 8,11C      | 1          | 9,3C       | 2          | 9,6D       | 1          |
|                      | Agalev1/ sp.a-GroenC/ Vooruit-GroenD   | -          |            | -          |            | -         |           | -         |           | 4,121     | 0         | 12,27C    | 2         | 8,11C      | 1          | 9,3C       | 2          | 9,6D       | 1          |
|                      | Vlaams Blok1/ Vlaams Belang2           | -          |            | -          |            | -         |           | -         |           | 9,421     | 2         | 16,932    | 4         | 5,852      | 0          | 11,42      | 3          | 20,02      | 5          |
|                      | STERK!                                 | -          |            | -          |            | -         |           | -         |           | -         |           | -         |           | -          |            | 6,8        | 1          | 7,1        | 1          |
|                      | LVB                                    | -          |            | -          |            | 14,99     | 4         | -         |           | -         |           | -         |           | -          |            | -          |            | -          |            |
| Anderen(*)           | Anderen(*)                             | -          |            | -          |            | 0,97      | 0         | 5,35      | 0         | -         |           | -         |           | 2,26       | 0          | -          |            | -          |            |
| Totaal stemmen       | Totaal stemmen                         | 12600      | 12600      | 13715      | 13715      | 13923     | 13923     | 14340     | 14340     | 14535     | 14535     | 14737     | 14737     | 14228      | 14228      | 14836      | 14836      | 10078      | 10078      |
| Opkomst %            | Opkomst %                              |            |            |            |            | 96,2      | 96,2      | 95,11     | 95,11     | 94,8      | 94,8      | 93,39     | 93,39     | 90,58      | 90,58      | 93,5       | 93,5       | 61,7       | 61,7       |
| Blanco en ongeldig % | Blanco en ongeldig %                   | 1,78       | 1,78       | 3,03       | 3,03       | 3,94      | 3,94      | 4,17      | 4,17      | 3,33      | 3,33      | 2,87      | 2,87      | 3,34       | 3,34       | 3,8        | 3,8        | 1,2        | 1,2        |

De zetels van de gevormde meerderheid staan vetjes afgedrukt. De grootste partij is in kleur.

De rode cijfers naast de gegevens duiden aan onder welke naam de partijen telkens bij een verkiezing opkwamen.

(*) 1988: VRIEND (0,97%) / 1994: AOV (4,34%), PVDA (1,01%) / 2012: Denderend & Vrij (2,26%)

## Sport

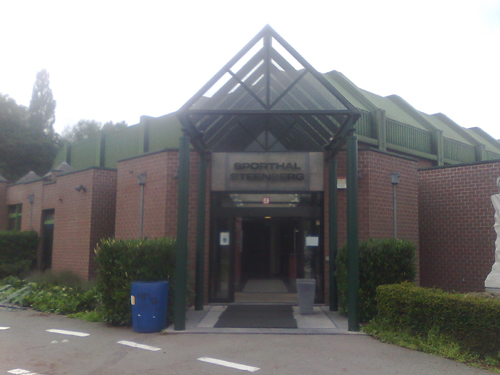
Sporthal van Erpe-Mere, op Steenberg te Bambrugge

Erpe-Mere telde ooit zeven voetbalclubs die aangesloten waren/zijn bij de KBVB. Nu zijn er nog twee clubs over, in derde nationale speelt EM United en in Derde Provinciale SK Aaigem. FC Edixvelde werd opgeslorpt door FC Mere , FC Oranja Erpe en KFC Olympia Erondegem fuseerden tot KVC Erperondegem maar deze fusieclub werd uiteindelijk ook opgeslorpt door FC Mere. Sinds 2020 is de fusie tussen FC Mere en KRC Bambrugge een feit. De clubnaam werd aangepast naar EM United.
Tot 2016 werd op het domein Steenberg de Steenbergcross gereden, jarenlang de eerste internationale veldrit van het seizoen. Op hetzelfde domein werd in 2015 ook het BK veldrijden georganiseerd. In Mere wordt sinds 1927 ook jaarlijks een kermiskoers georganiseerd, de GP Lucien Van Impe.
Het nationale clublokaal van de motorclub de Blue Angels in België bevindt zich in deelgemeente Erpe.

## Verkeer
Erpe-Mere is gelegen langs de E40, waarvan er een op- en afrittencomplex is op het grondgebied van de gemeente. De snelweg loopt tussen de dorpen Erpe en Mere in. De gemeente wordt verder doorkruist door de gewestwegen N9 (Gentsesteenweg) en N442 (Leedsesteenweg) en de provinciale weg N46 (Oudenaardsesteenweg).
in Erpe-Mere lopen verschillende spoorlijnen, de Spoorlijn 50A Oostende-Gent-Brussel-Zuid, de Spoorlijn 82 Aalst-Burst (kleinste en minst bediende spoorlijntje van Vlaanderen) en de Spoorlijn 89 Y zandberg (Kortrijk)-Denderleeuw in Burst/
De volgende treinstations liggen op het grondgebied van Erpe-Mere 
- Station Burst op spoorlijnen 82 (Aalst-Burst) spoorlijn 89 Y zandberg (Kortrijk)-Denderleeuw drukste en meest bediende station van Erpe-Mere. Alle treinen in de week met uitzondering van de IC-trein stoppen er. In het weekend enkel de IC.
- station Bambrugge op spoorlijn 82 (Aalst-Burst).
- station Erpe-Mere op spoorlijn 82 (Aalst-Burst). Zelfde treinbediening als Bambrugge. Aan het station Van Erpe-Mere stopt op schooldagen tijdens de spits ook bus 93 Herzele-Ressegem-Aalst.
- Station Vijfhuizen (spoorlijn 82 Aalst-Burst). Zelfde treinbediening als Bambrugge en Erpe-Mere. Aan station Vijfhuizen stoppen ook buslijnen 94 en 96 Aalst-Melle-Gent.

Op het Grondgebied van Erpe-Mere stoppen diverse buslijnen en twee belbussen,

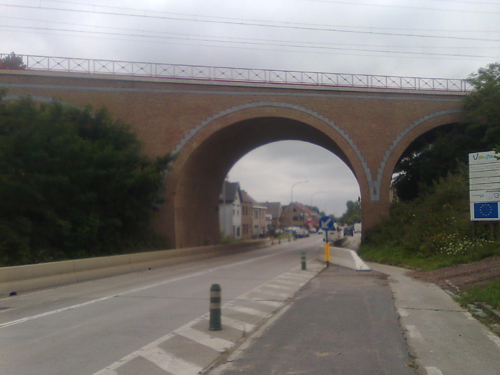
Spoorwegbrug van Erpe boven de Oudenaardsesteenweg
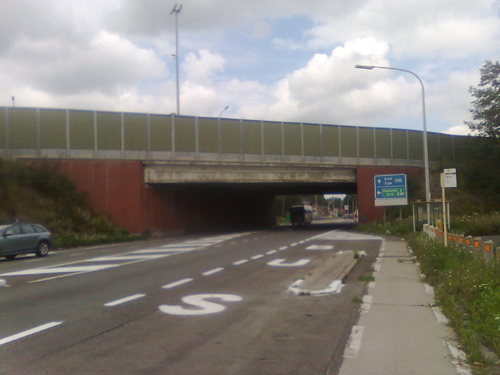
Autosnelwegbrug (E40) van Mere over de Oudenaardsesteenweg

## Trivia
- Halverwege de jaren negentig verscheen op de openbare televisiezender TV1 het programma Rosa. Walter Baele speelde hierin het typetje Rosa Vermeulen, een bejaarde vrouw die zogezegd in Erpe-Mere woonde.